# Night Train EP
| Совокупная оценка    | Совокупная оценка |
| Источник             | Оценка            |
| -------------------- | ----------------- |
| Metacritic           | (59/100)          |
| Оценки критиков      |                   |
| Источник             | Оценка            |
| AllMusic             | [ 2 ]             |
| BBC Music            | (favourable)      |
| Entertainment Weekly | (B-)              |
| NME                  | (3/10)            |
| Pitchfork Media      | (3.0/10)          |
| Slant Magazine       | [ 7 ]             |
| Rolling Stone        | [ 8 ]             |
| musicOMH             | [ 9 ]             |
| Q Magazine           | [ 10 ]            |
| PopMatters           | [ 11 ]            |
| Spin                 | [ 12 ]            |

Night Train (с англ. — «Ночной поезд») — мини-альбом британской рок-группы Keane, релиз которого состоялся 10 мая 2010 года.

## Об альбоме
Материал для альбома создавался в процессе мирового турне в поддержку альбома Perfect Symmetry в 2008—2009-х годах. Night Train можно назвать самой необычной работой Keane — в него вошли песни с элементами рэпа («Stop for a Minute» и «Looking Back») и вокала на японском («Ishin Denshin»). В остальном стиль звучания схож с альбомом Perfect Symmetry. Исключением является композиция «My Shadow», исполненная в духе классического Keane.

## Список композиций
| №                   | Название                                                          | Длительность |
| ------------------- | ----------------------------------------------------------------- | ------------ |
| 1.                  | «House Lights»                                                    | 1:23         |
| 2.                  | «Back in Time»                                                    | 3:52         |
| 3.                  | «Stop For a Minute (featuring K’naan)»                            | 4:06         |
| 4.                  | «Clear Skies»                                                     | 4:53         |
| 5.                  | «Ishin Denshin (You’ve Got to Help Yourself) (featuring Tigarah)» | 3:56         |
| 6.                  | «Your Love»                                                       | 4:36         |
| 7.                  | «Looking Back (featuring K’naan)»                                 | 3:46         |
| 8.                  | «My Shadow»                                                       | 4:49         |
| Общая длительность: | Общая длительность:                                               | 31:24        |